# Lasotundra

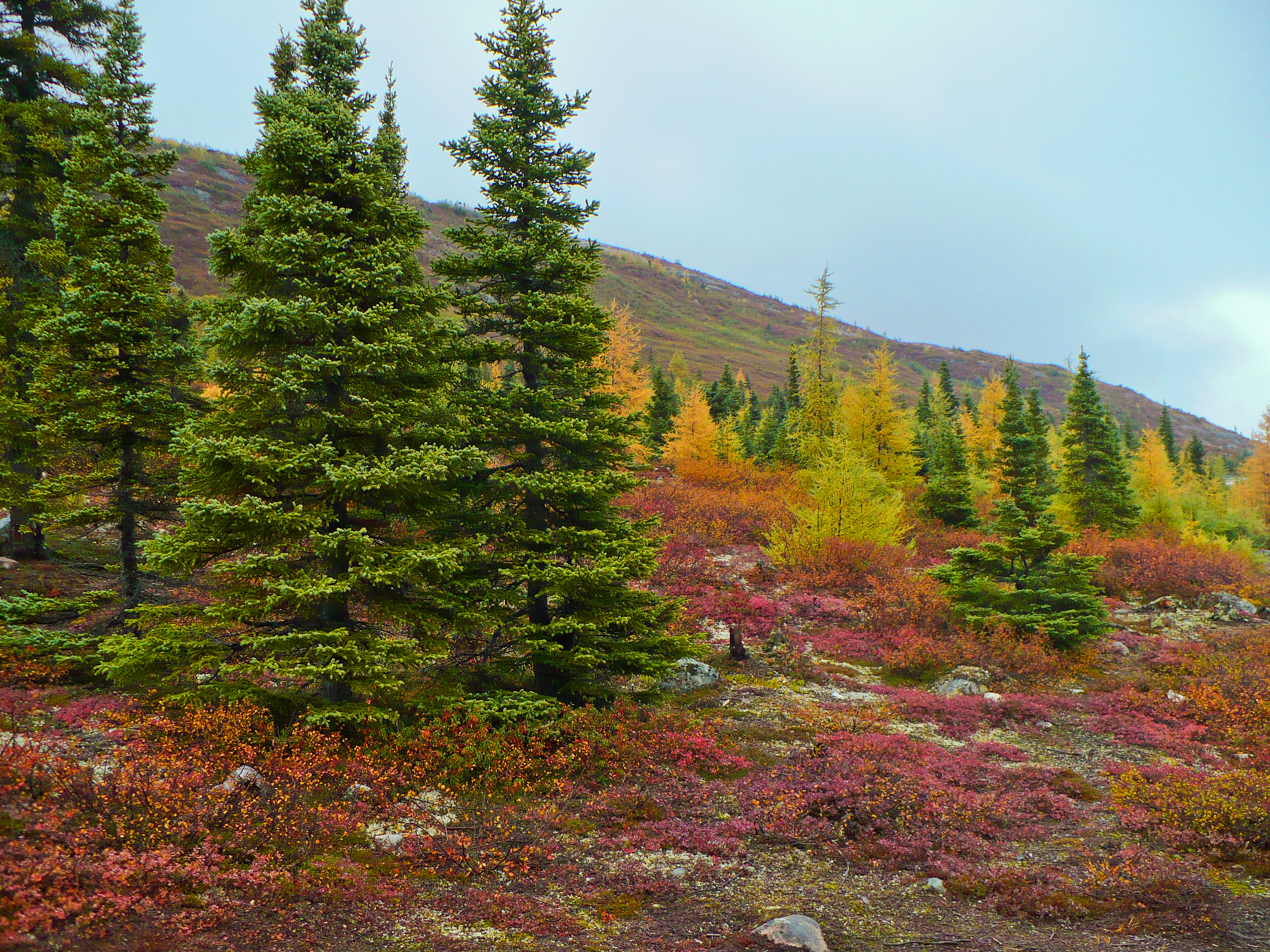
Lasotundra na Labradorze

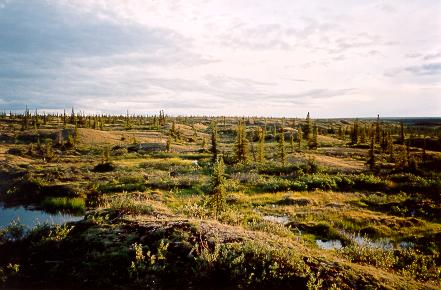
Lasotundra w Parku Narodowym Tuktut Nogait

Lasotundra – strefa przejściowa między bezdrzewną (właściwą) tundrą i tajgą, w której zbiorowiska roślinne typowe dla obu tych stref przenikają się wzajemnie tworząc makromozaikę. W jej obrębie przebiega granica drzew. W południowej części lasotundry dominują lasy, w obrębie których pojawiają się polany, zwłaszcza w miejscach wyżej położonych, na eksponowanych wzniesieniach i stokach. Im dalej na północ tym udział terenów otwartych się zwiększa, a maleje powierzchnia i zwarcie lasów. W północnej części lasotundry drzewa rosną pojedynczo i w niewielkich kompleksach. Im dalej na północ drzewa rosną nie tylko rzadziej, ale też z powodu trudnych warunków rozwoju mają pokrój krzaczasty i określane są mianem krzywulców, tworząc tzw. tundrę krzewiastą. Tereny bezleśne w obrębie lasotundry pokrywa głównie tundra krzewinkowa.

## Zasięg geograficzny
Lasotundra z dominacją gatunków iglastych
     Lasotundra z dominacją gatunków liściastych

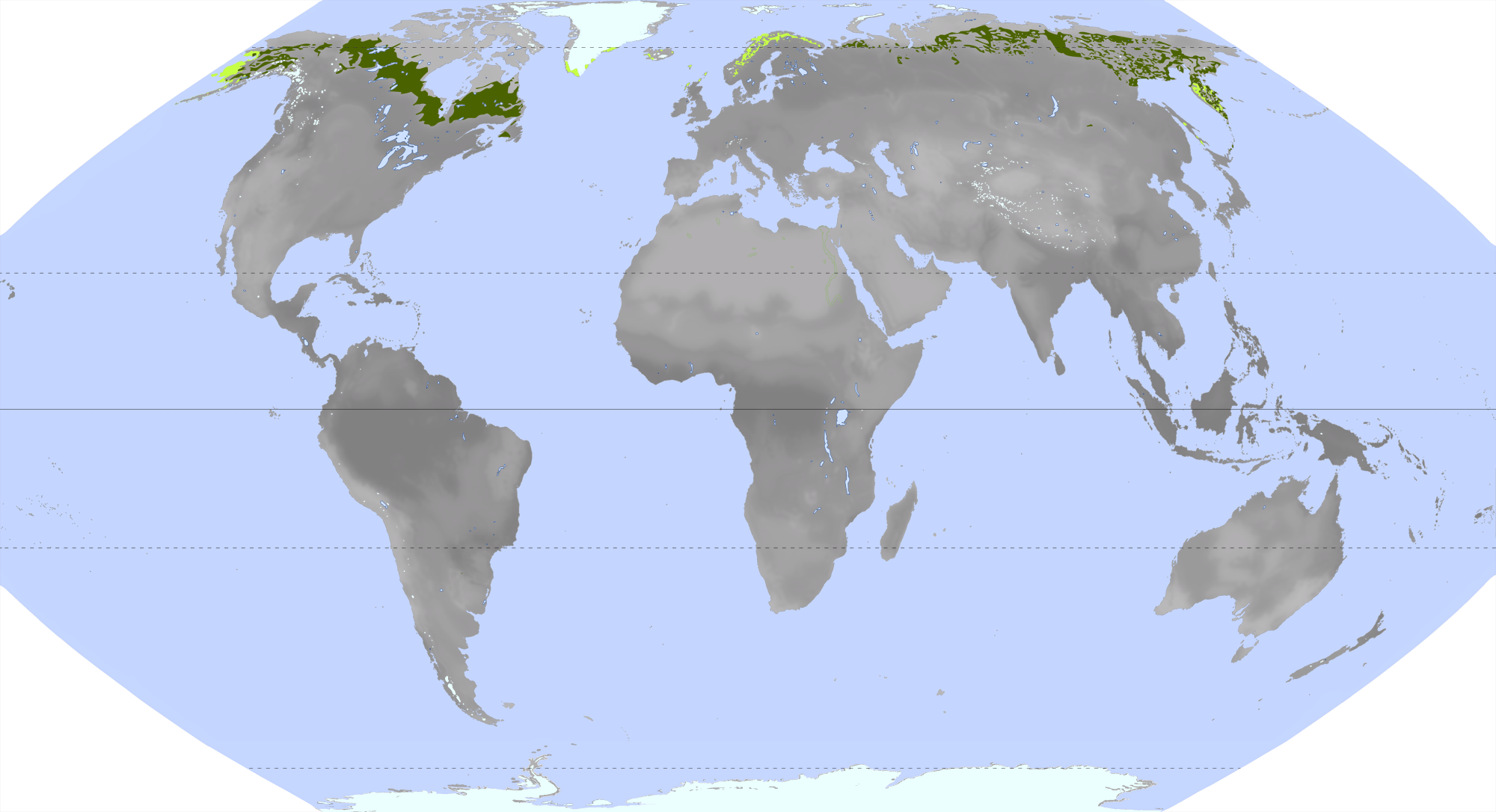
Lasotundra z dominacją gatunków iglastych
Lasotundra z dominacją gatunków liściastych

Lasotundra rozciąga się na obszarze okołobiegunowym na półkuli północnej pomiędzy formacją bezdrzewnej tundry na północy i zwartych lasów borealnych na południu. Granica formacji jest bardzo nieostra i zmienna w zależności od warunków fizjograficznych – wzdłuż rzek lasy mogą bowiem występować w obrębie już tundry właściwej. W zachodniej części Eurazji formacja występuje w północnej Finlandii i ciągnie się dalej na wschód do krańców Azji. Na kontynencie północnoamerykańskim lasotundra występuje na Alasce i w północnej Kanadzie.
Na półkuli południowej, ze względu na brak formacji borealnych lasów iglastych, lasotundra w zasadzie nie jest wyróżniana, chociaż występują podobieństwa w strefie przejściowej między tundrą subantarktyczną i lasami liściastymi występującymi w jej strefie kontaktowej.

## Warunki geograficzno-klimatyczne i edaficzne
W europejskiej i północnoamerykańskiej lasotundrze zaznacza się silniejszy wpływ klimatu oceanicznego (większa wilgotność), stąd też znaczny udział gatunków liściastych drzew. Im dalej na wschód Azji tym bardziej obszar lasotundry znajduje się pod wpływem klimatu kontynentalnego (mniejsza wilgotność, większa różnica między średnimi temperaturami lata i zimy), a wśród drzew dominują świerki i modrzewie. Warunki klimatyczne w obszarze lasotundry są łagodniejsze niż na terenach położonych dalej na północ. Średnia temperatura roczna jest 4–6 stopni wyższa niżeli na obszarach tundry bezdrzewnej, w południowej części lasotundry bywa wyższa o dalsze 2–4 stopnie. Temperatury powyżej 0 °C utrzymują się przez 5–6 miesięcy w roku. W całym obszarze występowania formacji występuje wieczna zmarzlina i typowe dla niej gleby (Cryosols), w tym gleby poligonalne i strukturalne, gleby marzłociowe. Poza tym występują tu glejowe gleby bielicowe i torfowe oraz torfy.
W obrębie lasotundry znaczne powierzchnie zajmują mokradła, w tym torfowiska typu palsa. Na niektórych obszarach, np. na południe od Zatoki Hudsona, mokradła zajmują ponad 75% powierzchni terenu w obrębie formacji lasotundry.

## Granica drzew, gatunków drzewiastych i lasu
Przez strefę lasotundry biegnie polarna granica drzew, czasem definiowana odrębnie jako „granica zasięgu drzew” (roślin drzewiastych osiągających ponad 5 m wysokości), „zasięgu gatunków drzewiastych” (wykracza dalej na północ od granicy drzew za sprawą wyrastania w formie krzewiastej niektórych gatunków rosnących w dogodnych warunkach w formie drzew) i „zasięgu lasu” (wyznacza zasięg występowania mniej lub bardziej zwartych kompleksów leśnych – na północ od niej drzewa rosną tylko pojedynczo). 
Do czynników limitujących zasięg drzew w kierunku biegunów należą silne i zimne, wysuszające wiatry. Dlatego w osłoniętych dolinach zasięg drzew jest większy niżeli na terenach otwartych. Za przyczynę preferencji dolin uznaje się też obniżenie poziomu wiecznej zmarzliny w pobliżu rzek. Występowanie drzew ogranicza brak naturalnego odnowienia lasu – drzewa w tym obszarze zawiązują nieliczne nasiona zdolne do kiełkowania, stanowiące w dodatku pożądane pożywienie dla zwierząt. Żywe nasiona, które unikną spożycia mają problem z rozwojem z powodu gęstego kobierca mszaków i porostów utrudniającego kiełkowanie. Siewki utrzymują się tylko wówczas, gdy w pierwszych latach ich rozwoju zdarzy się korzystny układ temperatur. Rozwój młodych drzew jest bardzo powolny i 25-letnie często ledwo wyrastają ponad poziom ściółki. Przyrost na wysokość zwykle nie przekracza 1, czasem 2 cm. Przy tak wolnym wzroście kolejnym czynnikiem limitującym rozwój i utrzymanie się drzew jest żerowanie roślinożerców i pozyskanie drewna przez ludzi. W dolinach rzek drzewa osiągają do 15 m wysokości, a poza nimi do 6–8 m.

## Szata roślinna
Strefa lasotundry nie jest istotnie zróżnicowana na różnych kontynentach. Zmieniają się jednak dominujące gatunki drzew osiągające tu granicę występowania. W Europie są to sosna zwyczajna Pinus sylvestris  i brzoza omszona Betula pubescens var. pumila (syn. Betula tortuosa). W Azji im dalej na wschód tym większy udział mają takie gatunki jak: świerk syberyjski Picea obovata (dominant na obszarze między Morzem Białym i Uralem), modrzew syberyjski Larix sibirica (między Uralem i rzeką Piasiną) oraz modrzew dahurski Larix dahurica i brzoza Ermana Betula ermanii na Dalekim Wschodzie. Na północno-wschodnich krańcach Azji występują wzdłuż rzek laski liściaste tworzone przez topolę wonną Populus suaveolens, brzozę brodawkowatą Betula pendula i Chosenia arbutifolia. Na obszarach wyżej położonych rośnie sosna karłowa Pinus pumila. W Ameryce Północnej granicę drzew osiągają: świerk biały Picea glauca, świerk czarny Picea mariana i modrzew amerykański Larix laricina, wzdłuż rzek także brzoza papierowa Betula papyrifera i topola osikowa Populus tremuloides.
Gatunki drzew typowe dla lasotundry

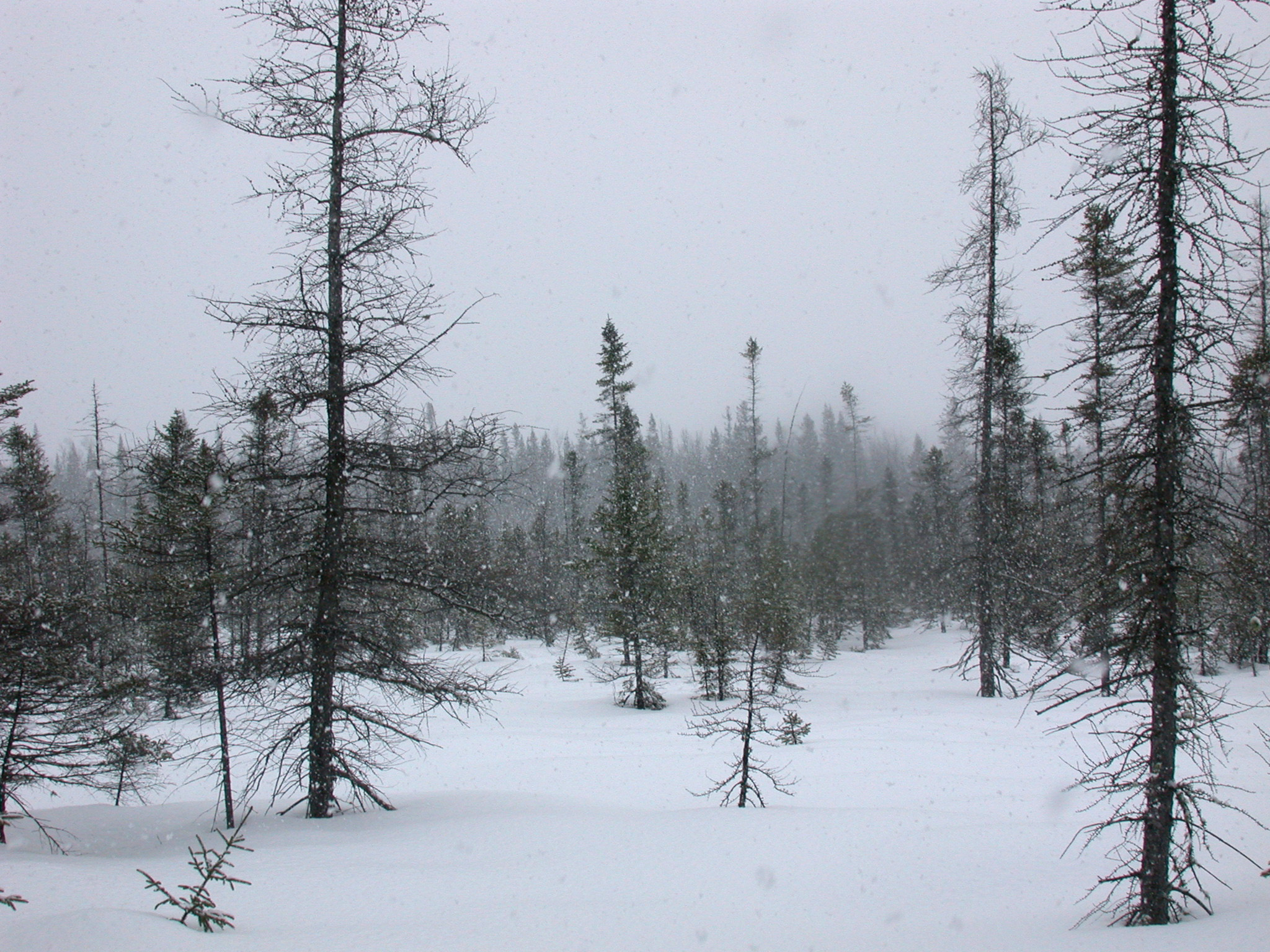
Larix laricina
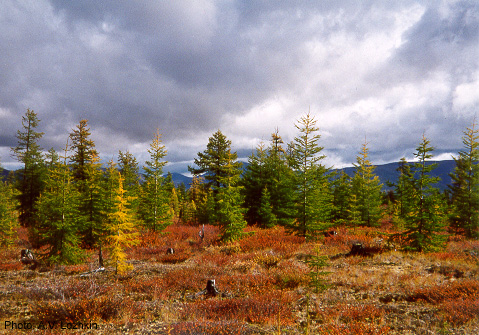
Larix dahurica
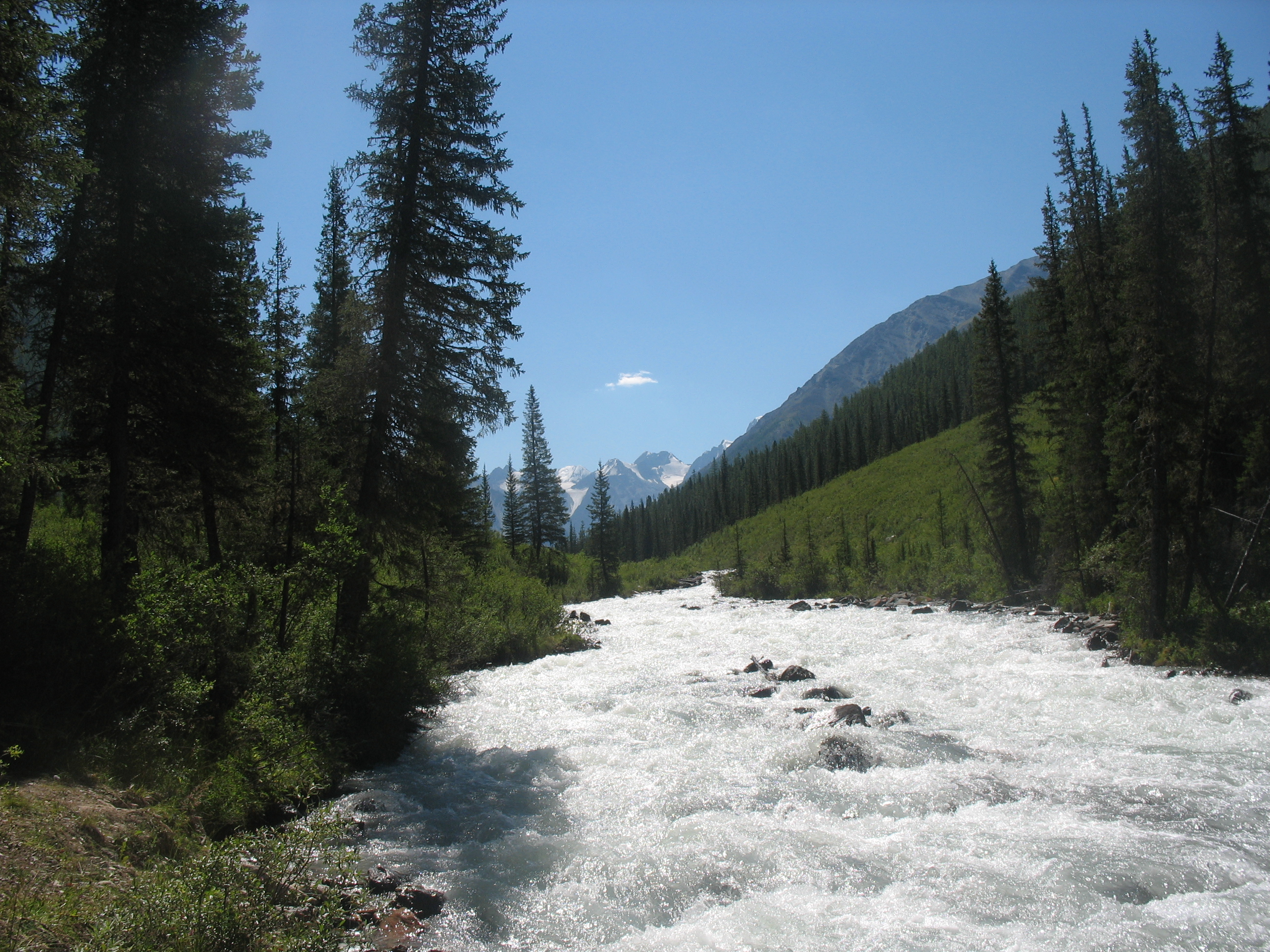
Picea obovata
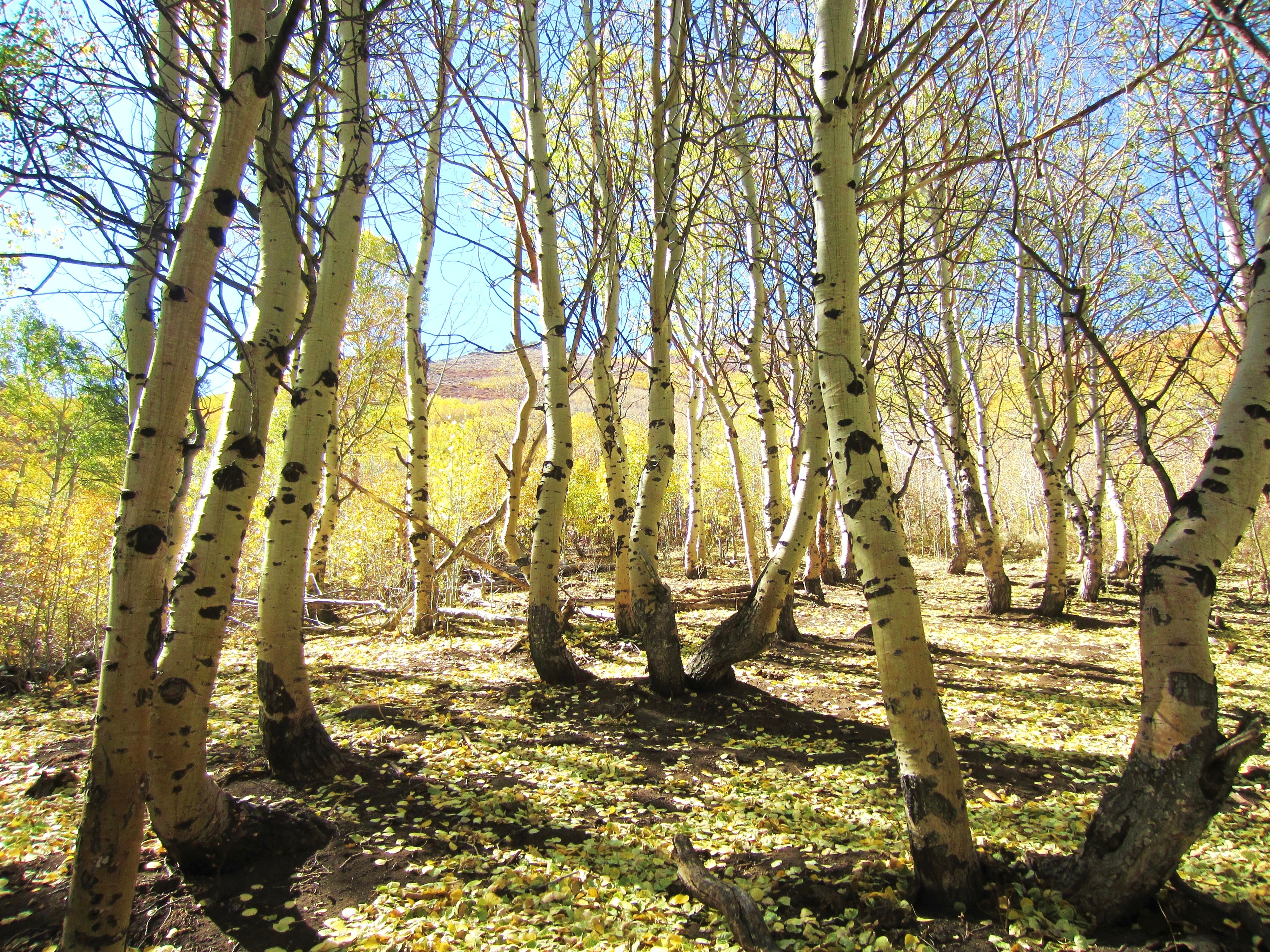
Populus tremuloides
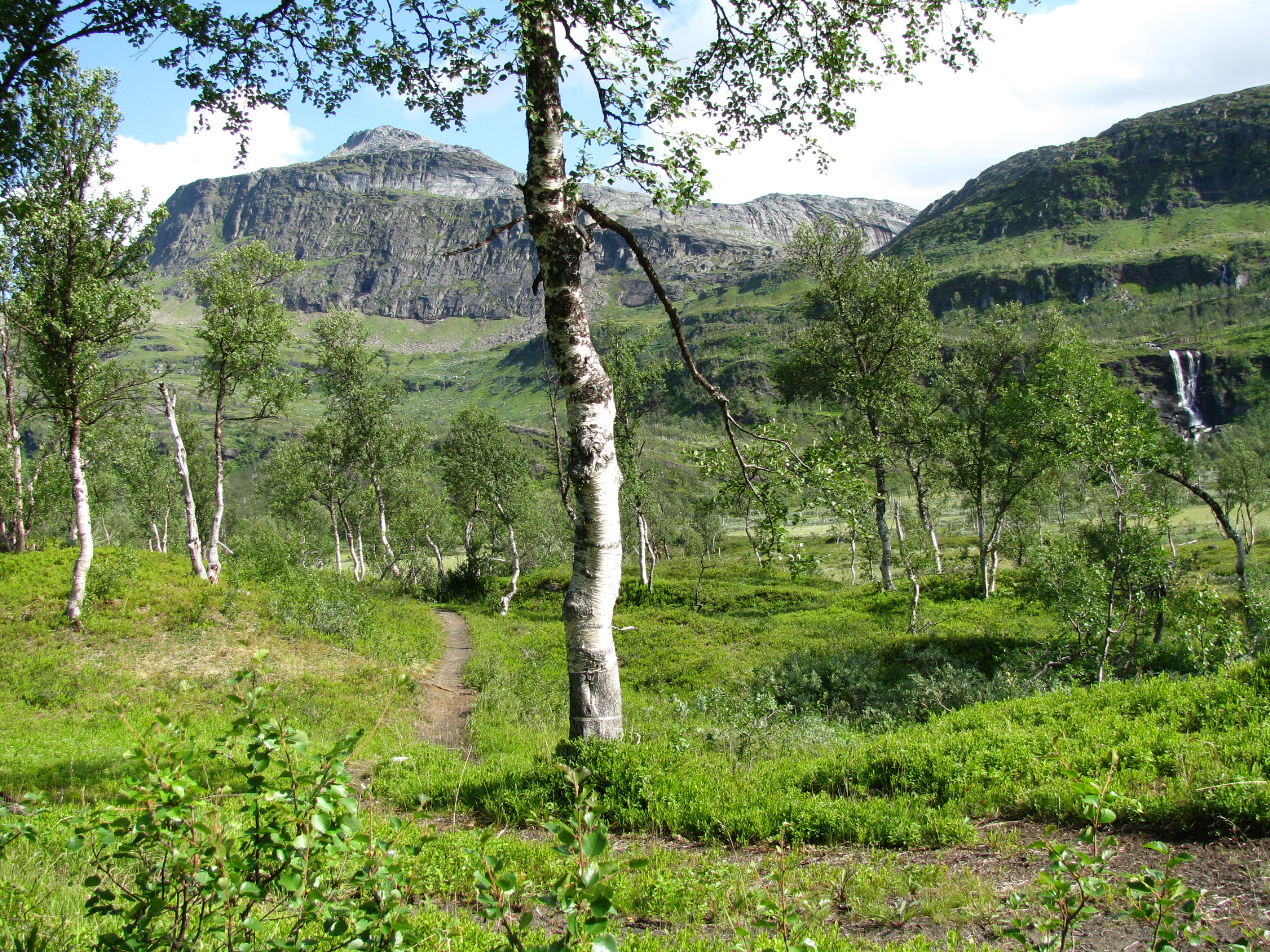
Betula pubescens
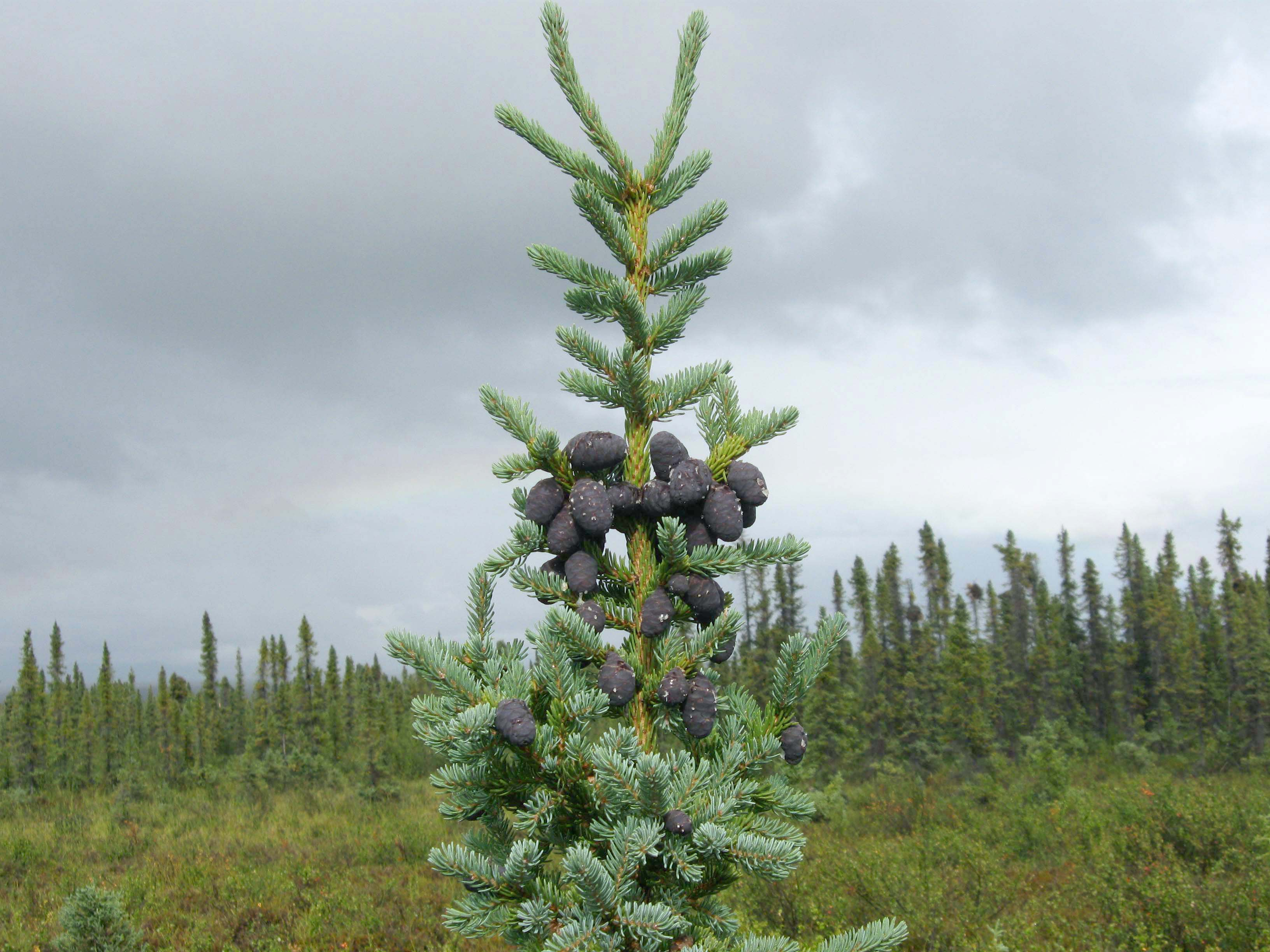
Picea mariana

Gatunki runa i podszytu w lasotundrze

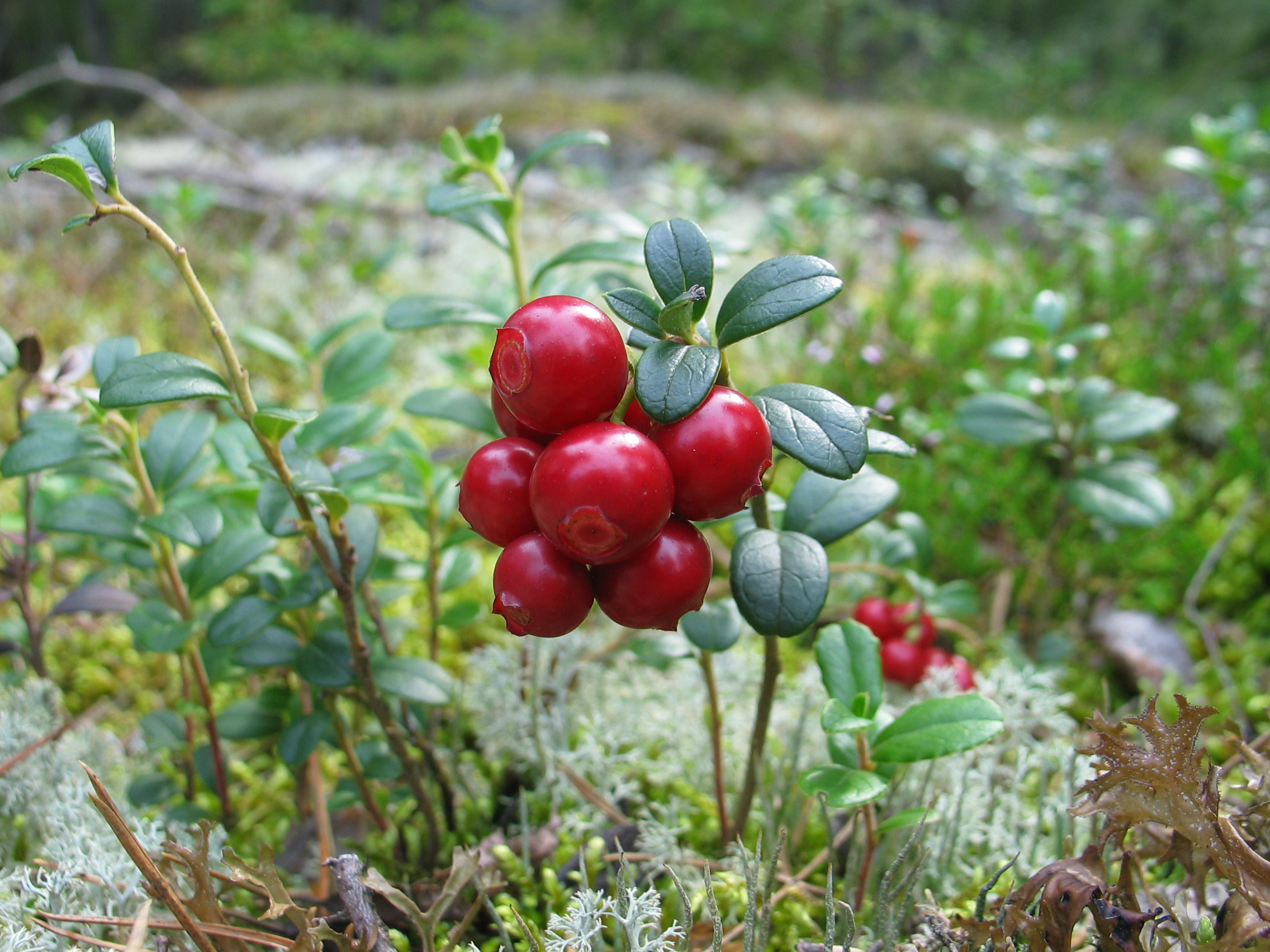
Vaccinium vitis-idaea
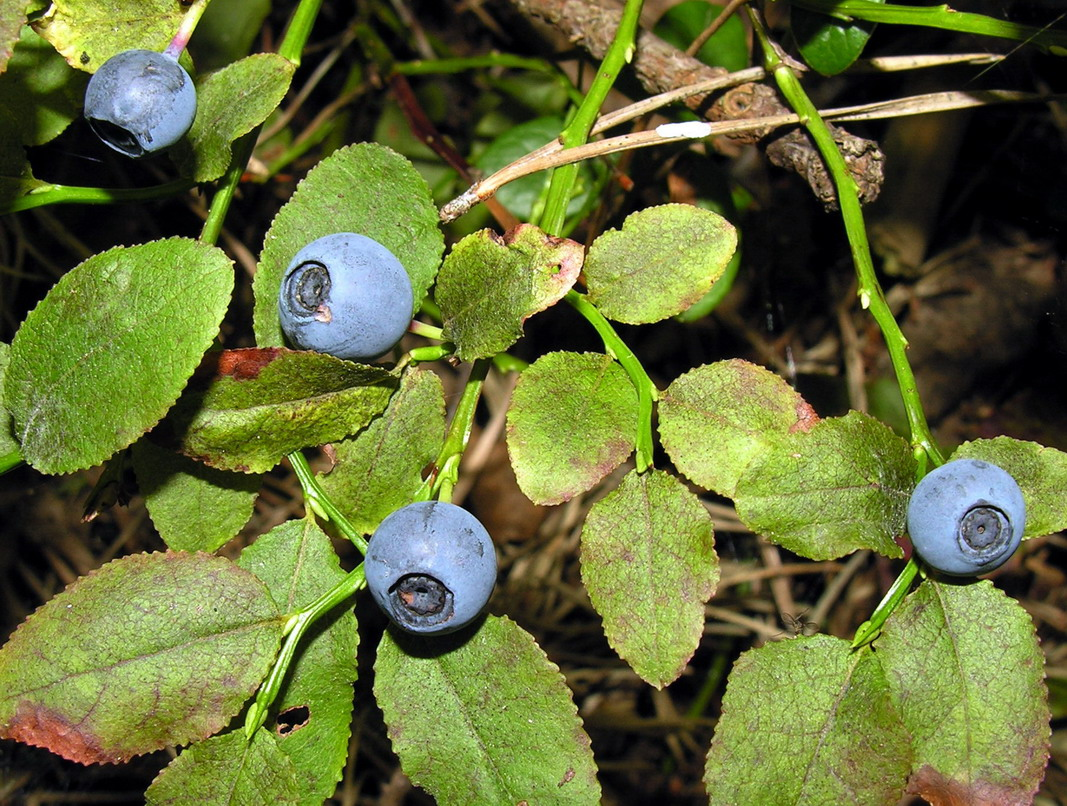
Vaccinium myrtillus
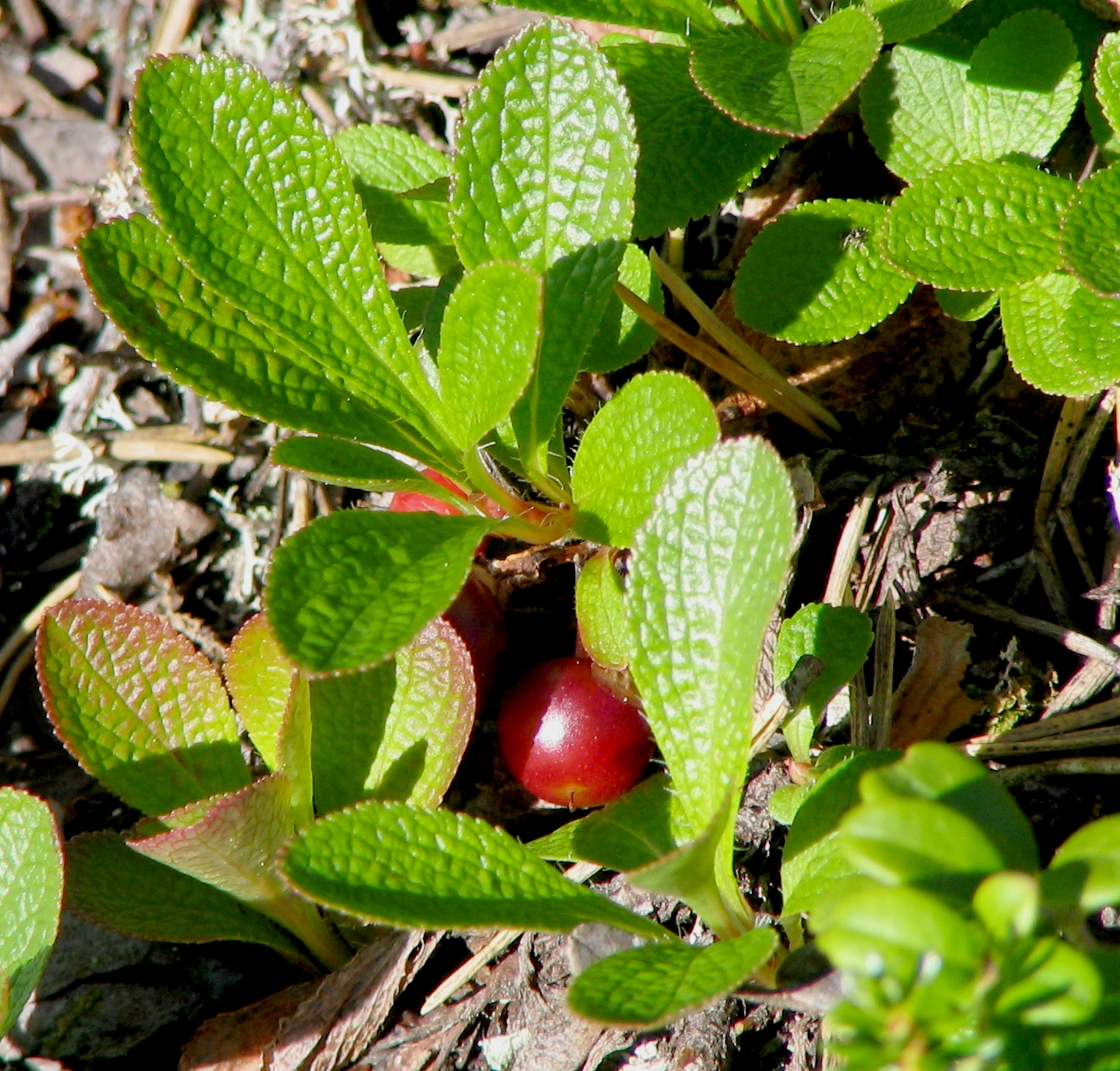
Arctostaphylos alpina
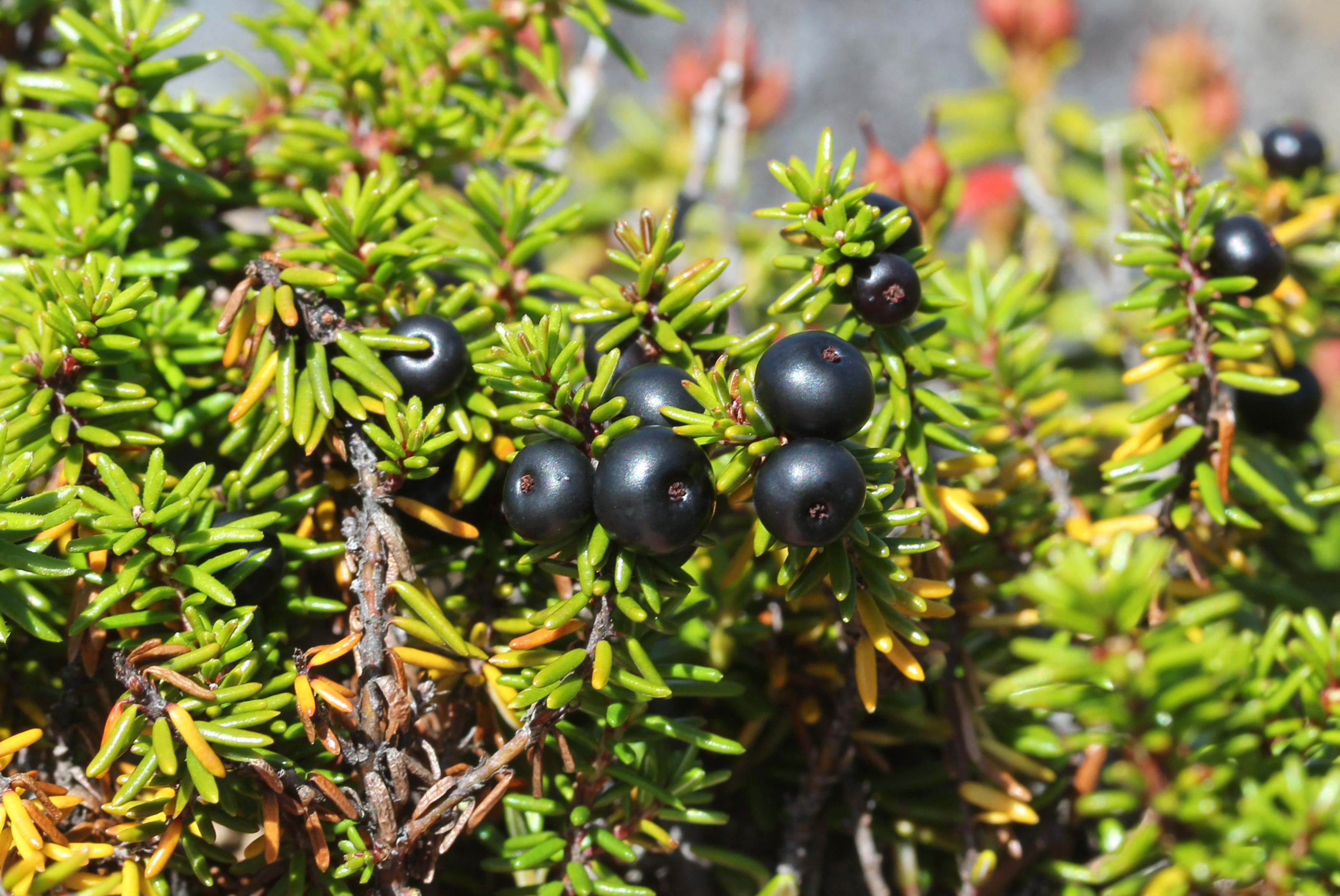
Empetrum nigrum
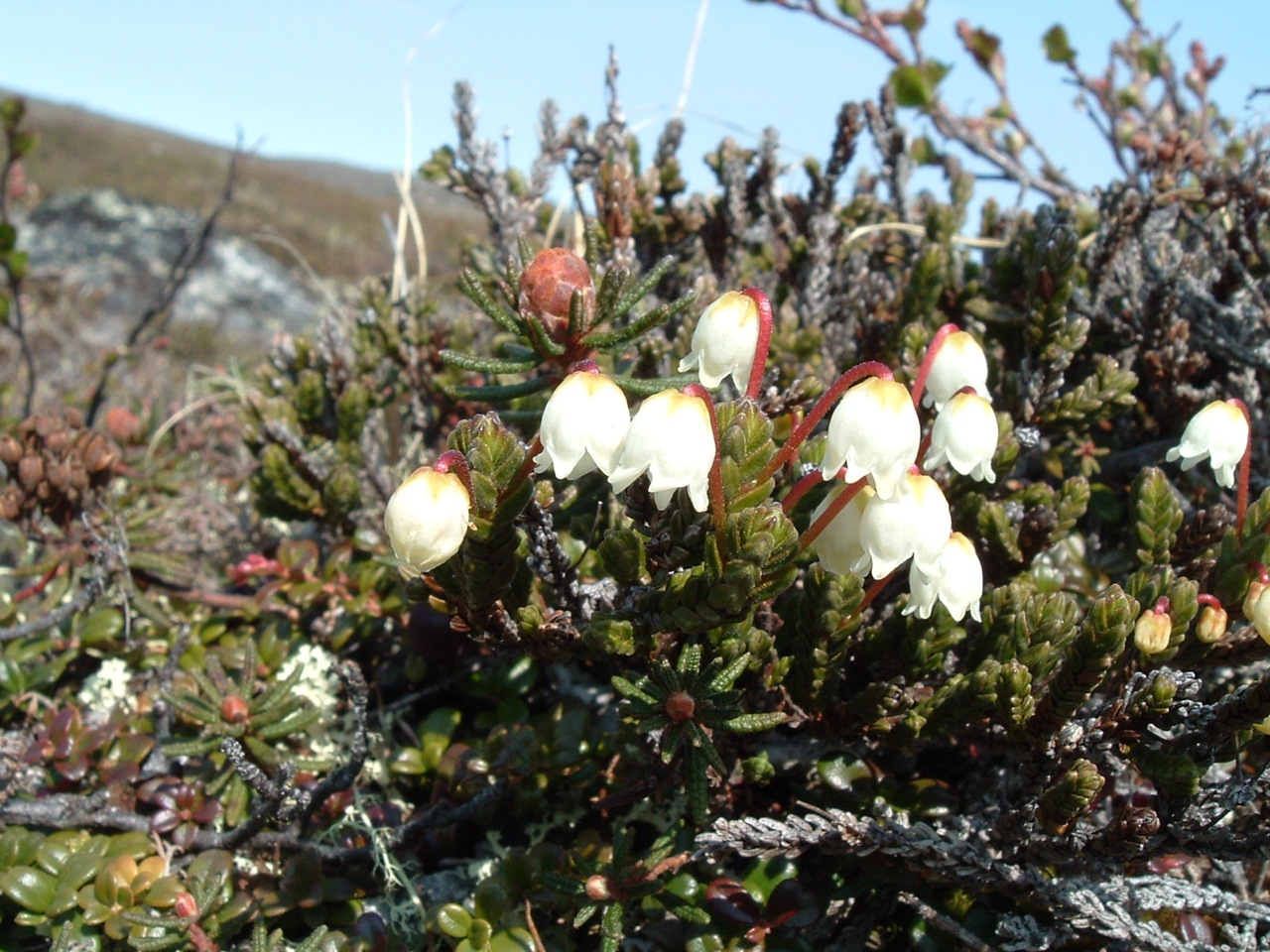
Cassiope tetragona
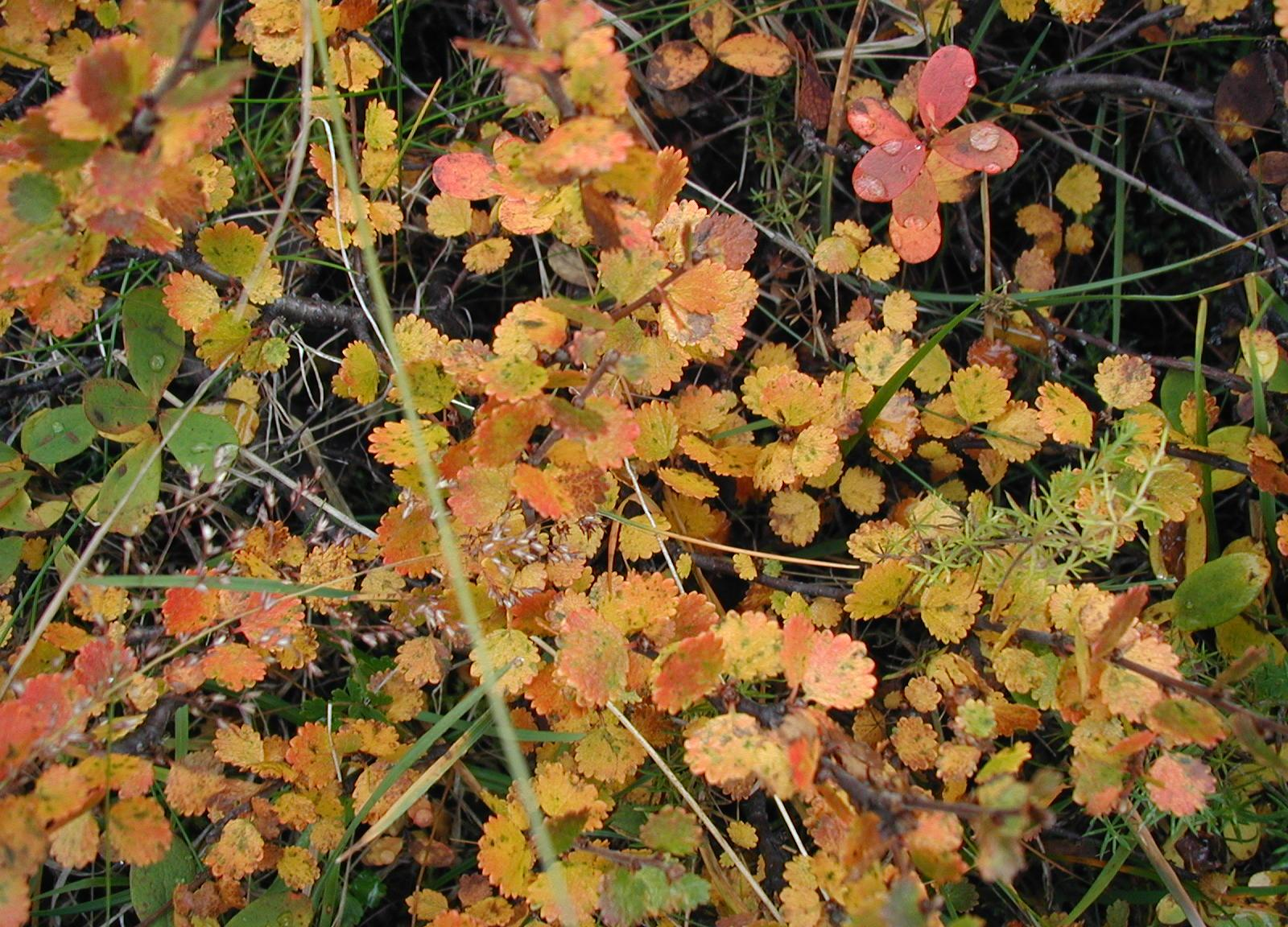
Betula nana

Ze względu na rozrzedzenie drzewostanu w lasotundrze, nawet w obrębie wysp leśnych panują dobre warunki świetlne sprzyjając rozwojowi gatunków światłolubnych w runie. Zmienne warunki siedliskowe wpływają na zróżnicowanie zbiorowisk roślinnych. Lokalne zróżnicowanie i warunki siedliskowe mają istotne znaczenie dla różnorodności gatunkowej tej formacji, pod tym względem dominując nad strefowym zróżnicowaniem powodowanym przez warunki klimatyczne.
Na słabych glebach piaszczystych i żwirowych runo budują przede wszystkim porosty (głównie chrobotek Cladonia). Ustępują one kobiercom mchów tylko pod drzewami. W zbiorowiskach tych liczne są takie gatunki jak: borówka brusznica Vaccinium vitis-idaea i czarna V. myrtillus, mącznica alpejska Arctostaphylos alpina, bażyna czarna Empetrum nigrum i trawy (głównie śmiałek pogięty Deschampsia flexuosa, kostrzewa niska Festuca supina i turówka alpejska Hierochloe alpina). W Jakucji częsta jest Cassiope tetragona. Podszyt tworzą niskie, krzaczaste brzozy i jałowiec pospolity Juniperus communis.
Na glebach gliniastych rozległe kobierce tworzą mchy (głównie rokiet Hypnum) poprzerastane brzozą karłowatą Betula nana i olszą zieloną Alnus alnobetula subsp. fruticosa.
W dolinach rzecznych bujniejszy jest podszyt i zróżnicowanie roślinności zielnej. Rosną tu różne gatunki wierzb, porzeczek i róż.
Granica zasięgu drzew jest zarazem północną granicą zasięgu szeregu gatunków roślin, nie występujących dalej na północ w obrębie tundry właściwej. Do grupy tej należą np. rosiczka okrągłolistna Drosera rotundifolia, chamedafne północna Chamaedaphne calyculata i wełnianeczka alpejska Trichophorum alpinum.
Mokradła to różnorodne torfowiska: niskie, przejściowe i wysokie, często charakterystycznie wypiętrzone z powodu formowania się pod nimi czopów lodowych (tzw. bugry mrozowe). Typowe dla torfowisk w tej strefie jest stopniowe zmniejszanie udziału torfowców Sphagnum i zwiększanie udziału prątnikowców Bryales od południa ku północy.